# Naoki Nishi
Naoki Nishi (Japans 西 直樹, Nishi Naoki; circa 1960) is een Japanse jazzpianist.
Naoki Nishi werkte in de jaren 80 in de band van drummer Takeshi Inomata, waarmee hij in 1981 in Los Angeles een album met Harold Land opnam (Dear Harold My Friend, 1981). Zijn debuutalbum My Little Suede Shoes (platenlabel Full House) nam hij in 1980 op met een trio, met Kazuyo Yamaguchi en Takeshi Inomata. Deze plaat werd gevolgd door A Giant from West (1980, met Osamu Kawakami, Mike Reznikoff), een album met standards als "On Green Dolphin Street", "Someday My Prince Will Come" en "Ugetsu". In de jaren erna speelde hij met Terry Mizushima, Kohji Fujika en met saxofonist Tatsuya Takahashi. Laatstgenoemde deed ook mee aan zijn derde album Straight No Chaser (1981, met Osamu Kawakami, Takeshi Inomata). In de jaren 90 speelde hij verder met Shin’ichi Katō en Chiaki Ogasawara. In de jazz was hij tussen 1980 en 2005 betrokken bij 18 opnamesessies, waaronder een van Kōsei Kikushi.

## Discografie (selectie)
- Day by Day (Full House, 1981), met Akio Yokota, Osamu Kawakami
- Have You Met Miss Jones? (Full House, 1982), met Osamu Kawakami, Hideo Yamaki
- Laid Back Mind (Fontec, 1985), met Osamu Kawakami, Taro Koyama
- Concierto de Aranjuez (Sound World, 1987), met Yuji Matsumoto, Yutaka Okada
- People (1998), met Nobuyuki Mizukami, Kei Hirai, Yūki Sugawara
- Jazzy Breeze (2002), met Minako Honda